# Vesna Mišanović
Vesna Mišanović née Bašagić est une joueuse d'échecs et une journaliste bosnienne née le 27 novembre 1964 à Sarajevo et grand maître international féminin depuis 1991.
Au 1er décembre 2018, elle est la première joueuse bosnienne avec un classement Elo de 2 259 points.

## Biographie et carrière
Vesna Mišanović a remporté le championnat yougoslave en 1988. Elle représenta la Yougoslavie lors des olympiades de 1988 et 1990, remportant la médaille de bronze individuelle à l'échiquier de réserve et la médaille de bronze par équipe en 1988. Après 1990, elle joua au premier échiquier de l'équipe de Bosnie-Herzégovine lors de quatre olympiades (en 1992, 1994, 1998 et 2000) et de trois championnats d'Europe des nations (en 1992, 1997 et 1999), remportant deux médailles d'argent individuelles au premier échiquier en 1992 (deuxième meilleure performance individuelle de la compétition).
Elle a participé au tournoi interzonal féminin à trois reprises :
- en 1990, à Azov elle finit quatorzième (avec 7,5 points sur 17) sur dix-huit participantes ;
- en 1991, à Subotica, elle fut vingtième sur 35 joueuses avec la moitié des points (6,5/13) ;
- en 1995, elle finit à la huitième place au départage parmi 52 participantes avec 8 points sur 13 (seules les sept premières joueuses étaient qualifiées pour le tournoi des candidates).